# Anastasia Mayo
Anastasia Mayo (née le 17 avril 1980) est une actrice de films pornographiques espagnole. Elle remporte en 2004 l'European X Award en tant que meilleure actrice ainsi que le Ninfa Award au Festival international de cinéma érotique de Barcelone en tant que meilleure starlette en 2004 et meilleure actrice en 2008,.